# Tiểu vương quốc Sicilia
Tiểu vương quốc Sicilia là một nhà nước Hồi giáo trên đảo Sicilia mà tồn tại từ 831 đến 1072. Thủ phủ của nó là Palermo.
Người Hồi giáo, xâm chiếm đầu tiên vào năm 652, chiếm quyền kiểm soát toàn bộ hòn đảo từ Đế quốc Byzantine trong một loạt các cuộc xung đột kéo dài từ 827 đến 902. Một nền văn hóa Ả Rập-Byzantine phát triển, lập thành một nhà nước đa đạo và đa ngôn ngữ. Sau cuộc chinh phục miền nam Ý của người Norman năm 1071, Quận Sicilia được thành lập.
Người Hồi giáo Sicilia vẫn là công dân của quận đa sắc tộc này và sau đó thành Vương quốc Sicilia, cho đến khi những người không cải đạo bị trục xuất trong thập niên 1240. Thậm chí cho đến cuối thế kỷ 12, và có lẽ tới cả thập niên 1220, người Hồi giáo nói tiếng Ả Rập chiếm đa số dân số của hòn đảo.
 Ảnh hưởng của họ vẫn còn trong một số yếu tố của ngôn ngữ Sicilia.